# Ligne 1 du tramway de Budapest
Pour les articles homonymes, voir Ligne 1.
La ligne 1 du tramway de Budapest (en hongrois : budapesti 1-es jelzésű villamosvonal) est une ligne exploitée par la BKK Zrt., la régie des transports de Budapest. Elle a été mise en service en 1984 entre Bécsi út / Vörösvári út et Lehel utca. Elle bénéficie par la suite de nombreuses phases d'extension, qui permettent en 2000 de relier le nord au sud de Pest le long du grand boulevard périphérique (Róbert Károly körút-Hungária körút-Könyves Kálmán körút), entre les ponts Árpád híd et Rákóczi híd. Depuis mars 2015, la ligne traverse également le Danube dans sa partie sud. Elle circule désormais entre Bécsi út / Vörösvári út et Kelenföld vasútállomás.

## Histoire
La première ligne 1 du tramway de Budapest est entrée en service en 1910. Elle circulait alors sur un tracé comprenant Erzsébet királyné útja, Thököly út, Rákóczi út, Bajcsy-Zsilinszky út, Váci út, Újpest, et enfin le pont ferroviaire d'Újpest. En 1915, la ligne est réduite aux terminus de la gare de Budapest-Keleti et du pont ferroviaire d'Újpest. En 1919, la ligne 1 est supprimée.
À partir de décembre 1930, la ligne 1 est restaurée selon un tout autre tracé, lequel relie Közvágóhíd à Nagyvásártelep, c'est-à-dire les quartiers situés au sud de Pest jusqu'à la banlieue de Soroksár. Les bombardements de la Seconde Guerre mondiale empêchent le fonctionnement de la ligne entre 1944 et 1945. Celle-ci est supprimée en 1947 en raison du doublon créée par la ligne 88 du tramway. Entre 1954 et 1961, une énième ligne 1 est créée pour relier Marx Károly tér (au niveau de la gare de Budapest-Nyugati) et le pont d'Újpest le long de Váci út, sur les voies permettant alors les tramways de la ligne 3 de rejoindre leur dépôt.
Les travaux de la ligne actuelle démarrent en 1982 entre Bécsi út et Lehel utca, lequel tronçon est mis en service en 1984. Le tracé est ensuite étendu en 1987 au grand boulevard extérieur de Budapest (Róbert Károly körút, Hungária körút, Könyves Kálmán körút). En 1990, la ligne atteint Thököly út en 1990, au niveau de Zugló. À l'automne 1993, le terminus se déporte sur Kerepesi út, au niveau de la station Puskás Ferenc Stadion de la ligne  . En 1995, l'extension de la ligne continue vers le sud jusqu'à Salgótarjáni utca puis en 2000, jusqu'au Danube, au niveau de Lágymányosi híd. La ligne 1 du tramway de Budapest reprend alors entièrement le tracé de l'ancienne ligne 55 du réseau de bus (1950-1993).
En 2015, les rails existants sont entièrement rénovés et les stations reconstruites selon un style contemporain. Par ailleurs, la ligne 1 traverse le Danube au sud, jusqu'à Fehérvári út. Il est envisagé à terme son extension jusqu'à la gare de Kelenföld. Côté nord, la municipalité de Budapest et sa régie des transports projettent un prolongement de la ligne jusqu'au quartier d'Aranyhegy-Ürömhegy-Péterhegy au niveau de la gare d'Üröm.

## Tracé et stations

### Tracé
L'intégralité de la ligne est en site propre, avec quelques portions enherbées. La ligne 1 assure à l'instar des lignes  4 6 47 47B 48 49 une desserte quasi circulaire, c'est-à-dire suivant le tracé d'un des grands boulevards de contournement du centre-ville. Le terminus nord se situe aux contrebas des collines du 3e arrondissement, entre les zones résidentielles de la ville haute et les quartiers de grands ensembles d'Óbuda. Avant le premier franchissement du Danube au niveau de la vieille-ville d'Óbuda, le tramway dessert le pôle intermodal de Szentlélek tér ainsi que la gare du train suburbain (HÉV) qui relie Budapest à Szentendre.

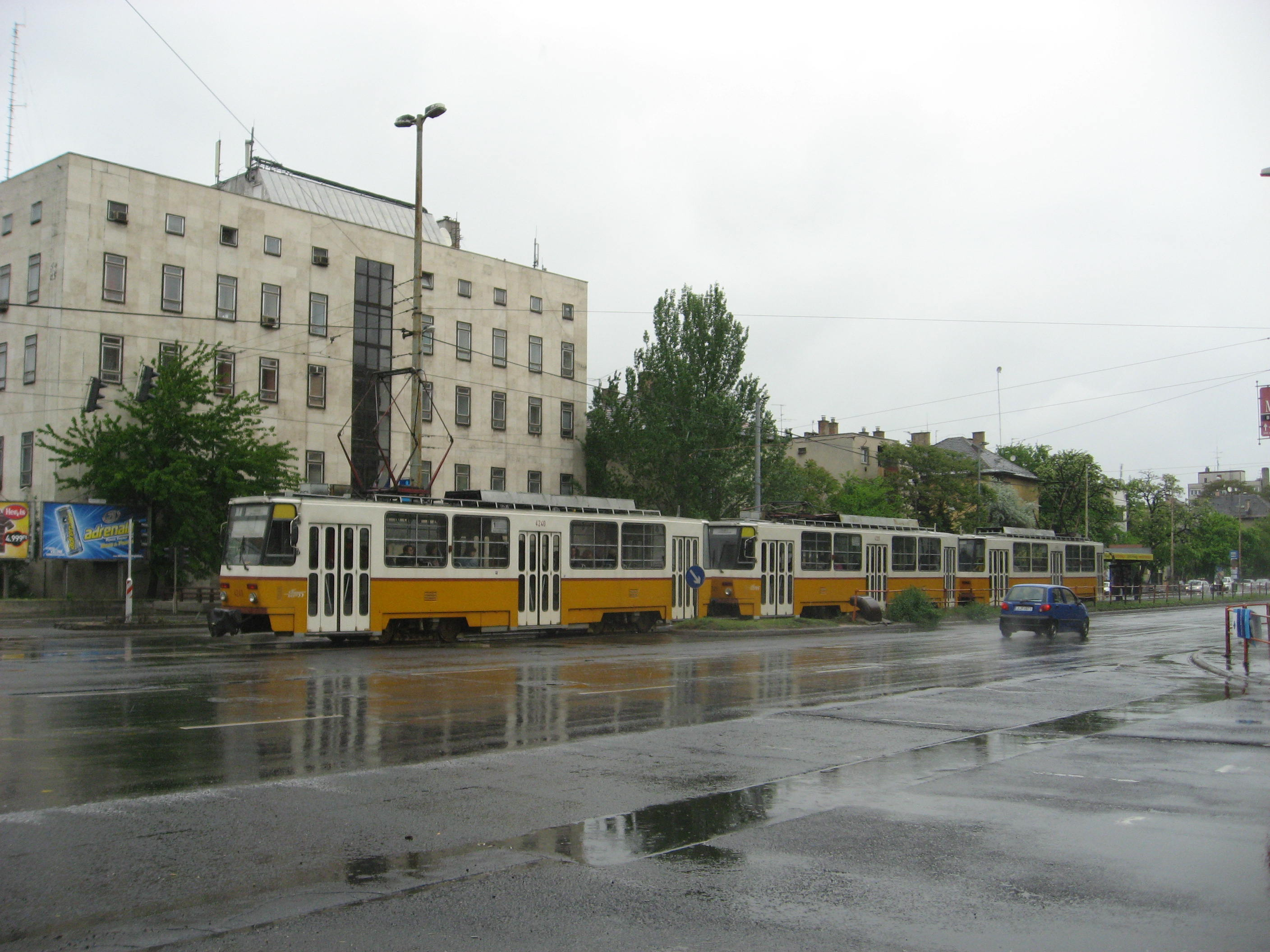

Le tracé emprunte ensuite l'Árpád híd, pont moderne qui dessert notamment le nord de Margit-sziget, la grande île boisée du centre-ville. Côté Pest, on retrouve avant le franchissement de l'emprise ferroviaire de la Gare de Budapest-Nyugati les tours, les barres et les quelques vieilles maisons de banlieue des quartiers de Vizafogó et Angyalföld dans le 13e arrondissement. Une fois les voies de chemin de fer franchies, le tracé borde le nord du Városliget et suit invariablement la courbe du grand boulevard de contournement qui traverse cette fois des quartiers de faubourg jusqu'à la station de métro Puskás Ferenc Stadion. Il s'ensuit alors la desserte de nombreux stades construits presque en enfilade le long du boulevard : Stade Ferenc-Puskás, Papp László Budapest Sportaréna, Stade Nándor Hidegkuti ou encore le Groupama Aréna. Dans ce paysage urbain composite, ces installations sportives côtoient les grands parcs (Népliget), les grands équipements publics (hôpitaux, institutions diverses), quelques immeubles anciens d'habitation, mais aussi des complexes de bureaux flambant neufs. Avant de clore son périple pestois, le tramway dessert les quartiers qui se massent autour de la Gare de Ferencváros puis le nouvel espace culturel constitué par le Théâtre national et le Palais des Arts.
De nouveau côté Buda, le tracé serpente désormais entre le nouveau cluster d'Infopark, la zone récréative de la digue de Kopasz, et les quartiers en reconversion de Kelenföld, où des grandes zones résidentielles sont mises en chantier sur des terrains autrefois occupées par l'industrie et l'activité manufacturière.

### Liste des stations
|  |   |  | Station                                                      | Correspondances | Arrondissement            | Quartier                                                              | Desserte |
|  | - |  | ------------------------------------------------------------ | --- | ------------------------- | --------------------------------------------------------------------- | --- |
|  | o |  | Bécsi út / Vörösvári út                                      | 17 19 41 137 160 218 237 260 260A 800 801 815 820 830 832 840 | 3e arr.                   | Óbuda / Óbuda hegyvidéke                                              | |
|  | • |  | Óbudai rendelőintézet                                        | 137 160 218 237 260 260A 820 830 832 840 | 3e arr.                   | Óbuda                                                                 | |
|  | • |  | Flórián tér                                                  | 9 29 34 106 109 111 118 134 137 218 226 237 800 801 815 820 830 832 840 | 3e arr.                   | Óbuda                                                                 | Temple réformé d'Óbuda, Musée des bains, Musée hongrois du commerce et de la restauration                    |
|  | o |  | Szentlélek tér H Gare HÉV                                    | 29 34 106 118 134 137 218 226 237 | 3e arr.                   | Óbuda                                                                 | Château Zichy, Musée Lajos Kassák, Musée Vasarely, Musée d'Óbuda, Église paroissiale Saint-Pierre-Saint-Paul |
|  | • |  | Népfürdő utca / Árpád híd                                    | 15 26 34 106 115 | 13e arr.                  | Vizafogó                                                              | |
|  | o |  | Árpád híd M                                                  | 26 32 34 106 115 120 800 801 815 820 830 832 840 | 13e arr.                  | Vizafogó / Angyalföld                                                 | |
|  | o |  | Lehel utca / Róbert Károly körút                             | 14 105 | 13e arr.                  | Angyalföld                                                            | |
|  | • |  | Vágány utca / Róbert Károly körút                            | 20E 30 30A 32 105 230 | 13e arr.                  | Angyalföld                                                            | |
|  | • |  | Kacsóh Pongrác út                                            | | 14e arr.                  | Herminamező                                                           | |
|  | o |  | Erzsébet királyné útja, aluljáró                             | 3 69 70 5 | 14e arr.                  | Herminamező                                                           | |
|  | • |  | Ajtósi Dürer sor                                             | | 14e arr.                  | Herminamező                                                           | |
|  | o |  | Zugló vasútállomás Gare MÁV                                  | 72 5 7 7E 8E 108E 110 112 133E 100 100A 142 | 14e arr.                  | Herminamező / Istvánmező / Törökőr                                    | |
|  | • |  | Egressy út / Hungária körút                                  | 77 | 14e arr.                  | Istvánmező / Törökőr                                                  | |
|  | o |  | Puskás Ferenc Stadion M                                      | 75 77 80 80A 95 130 195 396 397 398 399 400 402 410 412 414 422 424 430 432 434 435 436 437 438 439 440 441 442 485 486 | 14e arr. 8e arr. 10e arr. | Istvánmező / Törökőr / Százados / Laposdűlő                           | Papp László Budapest Sportaréna, Stade Ferenc-Puskás                                                         |
|  | • |  | Hős utca                                                     | | 8e arr. 10e arr.          | Százados / Laposdűlő                                                  | |
|  | o |  | Hidegkuti Nándor Stadion                                     | 37 37A | 8e arr. 10e arr.          | Százados / Laposdűlő                                                  | Stade Nándor Hidegkuti                                                                                       |
|  | o |  | Kőbányai út / Könyves Kálmán körút                           | 28 28A 62 9 217E | 8e arr. 10e arr.          | Ganz / Laposdűlő                                                      | |
|  | • |  | Vajda Péter utca                                             | 99 | 8e arr. 10e arr.          | Tisztviselőtelep / Népliget                                           | Népliget |
|  | o |  | Népliget M                                                   | 194M 200E 254M 607 608 626 628 629 630 631 632 633 635 636 654 655 660 661 705 | 8e arr. 10e arr. 9e arr.  | Tisztviselőtelep / Népliget / Középső-Ferencváros / Külső-Ferencváros | Népliget, Planétarium de Budapest, Gare routière internationale de Budapest-Népliget, Groupama Aréna         |
|  | • |  | Albert Flórián út                                            | 84M 94M 254M 281 294M | 9e arr.                   | Középső-Ferencváros / Külső-Ferencváros                               | Népliget |
|  | o |  | Ferencváros vasútállomás – Málenkij Robot Emlékhely Gare MÁV | 51A 281 1 1A 30A 150 | 9e arr.                   | Középső-Ferencváros / Külső-Ferencváros                               | |
|  | o |  | Mester utca / Könyves Kálmán körút                           | 51 51A 281 | 9e arr.                   | Középső-Ferencváros / Külső-Ferencváros                               | |
|  | o |  | Közvágóhíd H Gare HÉV                                        | 2 24 23 23E 54 55 179 223M 630 631 632 635 636 655 661 | 9e arr.                   | Középső-Ferencváros / Külső-Ferencváros                               | Palais des Arts, Théâtre national                                                                            |
|  | • |  | Infopark                                                     | 153 154 | 11e arr.                  | Infopark                                                              | Digue de Kopasz                                                                                              |
|  | • |  | Budafoki út / Dombóvári út                                   | 33 133E 154 | 11e arr.                  | Infopark / Nádorkert                                                  | |
|  | • |  | Hauszmann Alajos utca / Szerémi út                           | | 11e arr.                  | Kelenföld                                                             | |
|  | • |  | Hengermalom út / Szerémi út                                  | 103 | 11e arr.                  | Kelenföld                                                             | |
|  | o |  | Etele út / Fehérvári út                                      | 17 41 47 47B 48 56 103 689 691 | 11e arr.                  | Kelenföld                                                             | |
|  | o |  | Bikás park M                                                 | 7 58 103 114 153 213 214 689 691 | 11e arr.                  | Kelenföld                                                             | |
|  | • |  | Bártfai utca                                                 | 58 103 | 11e arr.                  | Kelenföld                                                             | |
|  | o |  | Kelenföld vasútállomás M                                     | 19 49 8E 40 40B 40E 58 87 88 88A 88B 101B 101E 103 141 150 153 154 172 173 187 188 188E 250 250B 251 251A 272 689 691 710 712 715 720 722 724 725 727 731 732 734 735 736 760 762 763 767 770 774 775 777 778 798 799 1 30 30A 40 40A | 11e arr.                  | Kelenföld                                                             | |

## Exploitation de la ligne

### Matériel roulant

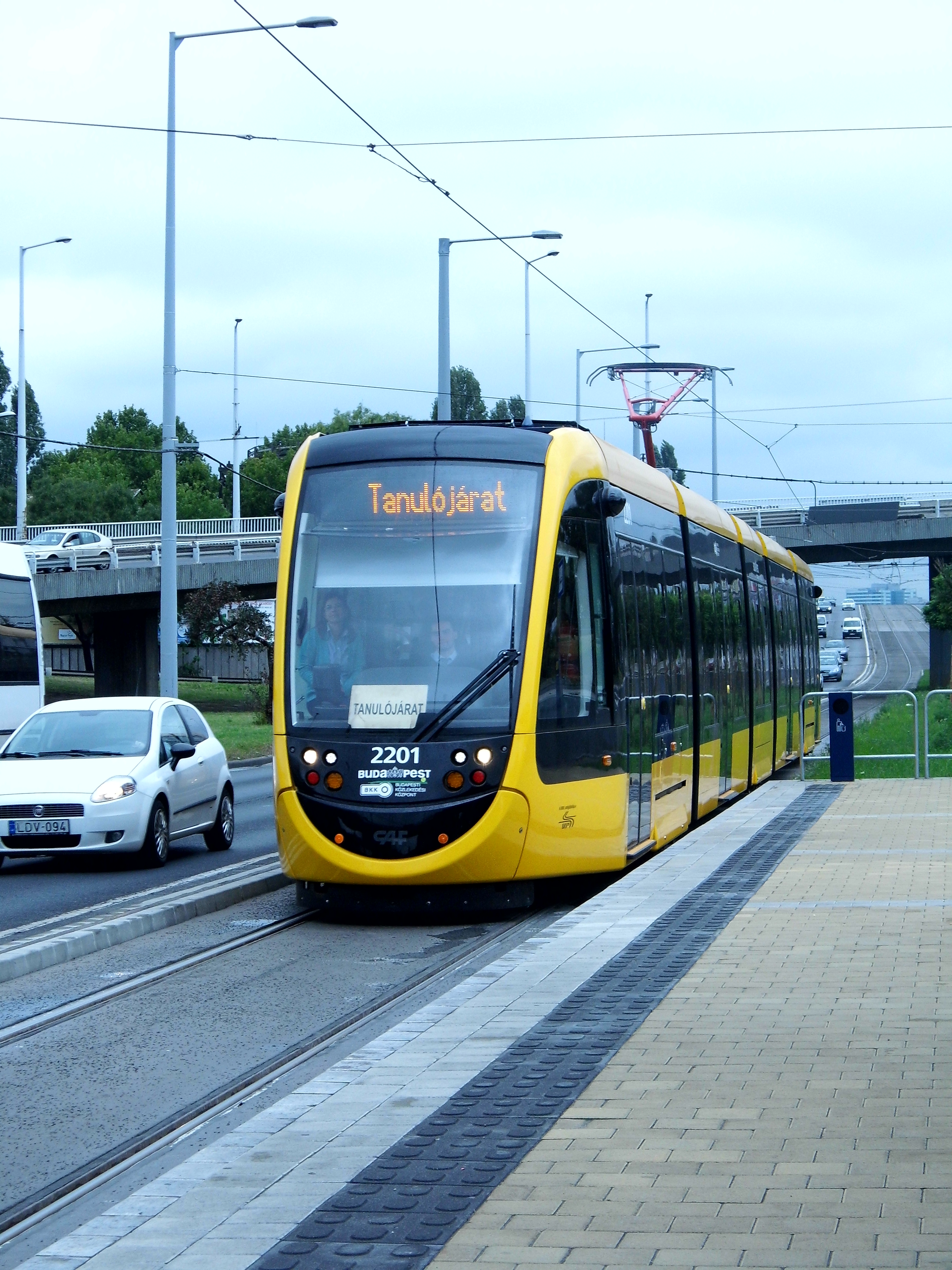
CAF Urbos 3 en phase de test sur une portion rénovée de la ligne 1.

Jusqu'à présent, la majorité des tramways roulant sur la ligne 1 sont de type Tatra T5C5. Quinze rames circulent durant les périodes normales et seulement treize durant les vacances scolaires. En août 2013, la BKK a conclu un contrat avec le constructeur espagnol CAF pour remplacer ces rames héritées de la période communiste par des CAF Urbos de petites (34 mètres) et longues (56 mètres) dimensions.

### Ateliers
Les ateliers de la ligne 1 sont ceux d'Angyalföld, Baross et Ferencváros.